# European Quilt Association
Die European Quilt Association ist ein europäischer Dachverband zum Thema der Patchwork-Textiltechnik.
Gegründet wurde die Organisation im Jahr 1989. In ihr sind 18 nationale Verbände, sogenannte Gilden, vereint. Dadurch sind derzeit ca. 62.000 Mitglieder im Dachverband organisiert. Zu den regelmäßig durchgeführten Veranstaltungen zählen Weiterbildungen, Ausstellungen und die jährlichen Patchworktage.

## Weblink
- Offizielle Website